# 지멘스 NX
NX(과거 이름: NX 유니그래픽스/NX Unigraphics) 또는 UG는 고급 하이엔드 CAD/CAM/CAE 소프트웨어 패키지의 하나로, 원래 유니그래픽스에서 개발되었으나 2007년 이후에는 지멘스 PLM 소프트웨어가 개발하고 있다.
여러 작업 중 다음을 위해 사용된다:
- 디자인(파라메트릭, 직접 솔리드/서피스 모델링)
- 공학 분석 (정적, 동적, 전자기, 열, 유한요소법 사용, 액체, 유한체적법 사용)
- 제조 완수 디자인 (포함된 머시닝 모듈 사용)

NX는 탑솔리드, 카티아, 크리오, 오토데스크 인벤터, 솔리드웍스와 직접적인 경쟁 제품이다.

## 같이 보기
- 솔리드 엣지
- 카티아
- 솔리드웍스
- 오토데스크 인벤터